# Le Bal de l'horreur 3 : Dernier baiser avant l'enfer
Pour les articles homonymes, voir Le Bal de l'horreur.
Série Le Bal de l'horreur
Hello Mary Lou
(1987) Délivrez-nous du Diable
(1992)
Pour plus de détails, voir Fiche technique et Distribution.
Le Bal de l'horreur 3 : Dernier baiser avant l'enfer (Prom Night III: The Last Kiss), est un film d'horreur fantastique canadien réalisé par Ron Oliver et Peter R. Simpson, sorti en 1990.

## Synopsis
Un jeune homme souhaite de devenir docteur et il joint à Mary Lou afin d'accomplir sa vengeance.

## Fiche technique
- Titre original : Prom Night III: The Last Kiss
- Titre français : Le Bal de l'horreur 3 : Dernier baiser avant l'enfer
- Réalisation : Ron Oliver et Peter R. Simpson,
- Scénario : Ron Oliver
- Production : Peter R. Simpson
  - Producteur délégué : Ray Sager
- Société de production : Norstar Entertainment
- Musique : Paul Zaza
- Photographie : Rhett Morita
- Montage : Nick Rotundo
- Décors : Brendan Smith
- Casting : Lucinda Sill
- Pays :  Canada
- Genre : horreur
- Durée : 97 minutes
- Format : Couleur (Technicolor) - Son : Monophonique - Format 35 mm
- Dates de sortie : 
  -  Canada : 30 mars 1990
  -  États-Unis : 28 juin 1990
- interdit aux moins de 12 ans

## Distribution
Légende : V. Q. = Version québécoise
- Tim Conlon (V. Q. : Gilbert Lachance) : Alex Grey
- Cynthia Preston (V. Q. : Sophie Léger) : Sarah Monroe
- David Stratton (V. Q. : Vincent Graton) : Shane Taylor
- Courtney Taylor (V. Q. : Élise Bertrand) : Mary Lou Maloney
- Dylan Neal (V. Q. : Antoine Durand) : Andrew Douglas
- Jeremy Ratchford : Leonard Welsh
- Roger Dunn (V. Q. : Yves Corbeil) : M. Weatherall
- Tom Nursall (V. Q. : Éric Gaudry) : Coach
- George Chuvalo (V. Q. : Jacques Brouillet) : M. Walker
- London Juno : Leah Grey
- Lesley Kelly (V. Q. : Marie-Andrée Corneille) : Miss Richards
- Terry Doyle : Jack Roswell
- Robert Morelli (V. Q. : Manuel Tadros) : Meyer